# Valentina D'Orso
Valentina D’Orso (Palermo, 29 luglio 1980) è una politica italiana.

## Biografia
Laureata in giurisprudenza, svolge la professione di avvocato.
Alle elezioni politiche del 2018 è eletta deputata del Movimento 5 Stelle. È membro dal 2018 della II Commissione per la giustizia nonché della Commissione parlamentare per la semplificazione.
Alle elezioni politiche anticipate del 2022 viene candidata alla Camera nel collegio plurinominale Sicilia 1 - 01 risultando eletta.